# Edouard de Haller

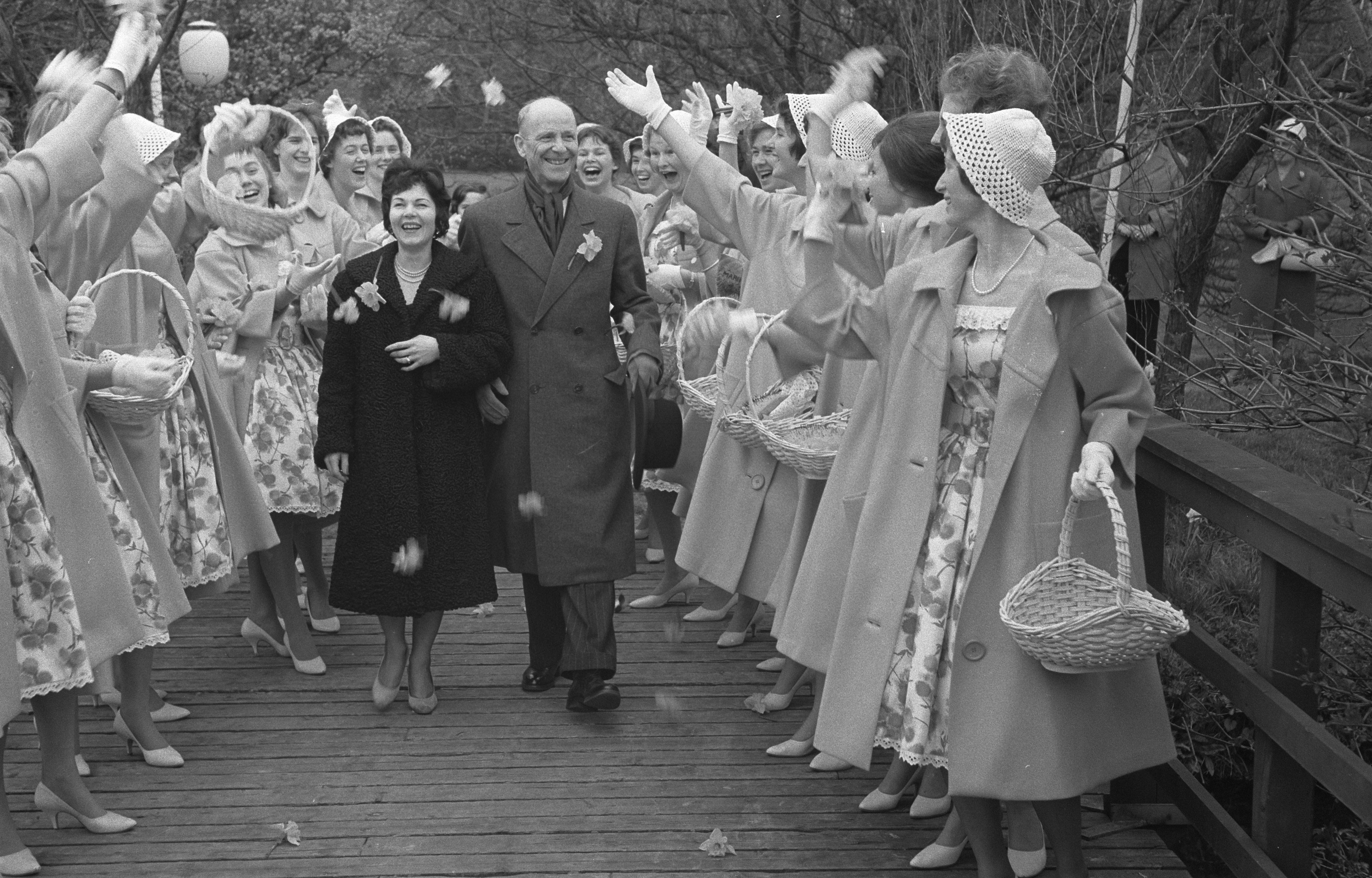
Edouard de Haller in Bennebroek (6. April 1960)

Edouard de Haller (* 26. Februar 1897 in Cologny; † 4. Juni 1982 in Genf) war ein Schweizer Jurist, Diplomat, Botschafter und Delegierter des Bundesrates für Internationale Hilfswerke.

## Leben und Tätigkeit
Edouard de Haller wuchs als Sohn eines Ingenieurs, Industriellen und Berner Bürgers in der Romandie auf. Er studierte Jura in Genf und Zürich und schloss an der Universität Genf mit dem juristischen Staatsexamen ab. 1921–1923 arbeitete er als Sekretär des Vorsitzenden des Hafen- und Schiffahrtsrates in Danzig. 1923–1926 wirkte er als Generalsekretär der gemischten Kommission des Völkerbundes für den Bevölkerungsaustausch zwischen Griechenland und der Türkei in Athen, Istanbul und Ankara. Er gehörte bis 1940 zum Kader des Völkerbundes, wo er ab 1938 die Leitung der Sektion Völkerbundsmandate innehatte.
Im Zweiten Weltkrieg war er 1940–1941 Mitglied des IKRK. 1942 wurde er zum Delegierten des Bundesrates für internationale Hilfswerke ernannt und gehörte zum Exekutivkomitee der Kinderhilfe des Schweizerischen Roten Kreuzes. 1948 leitete er die Schweizer Delegation bei der XVII. Internationalen Rotkreuzkonferenz in Stockholm.
1948 wurde er zum ausserordentlichen Gesandten und bevollmächtigten Minister der Schweiz in Norwegen und 1951 in Island ernannt. 1953–1957 war er akkreditierter Schweizer Gesandter in Moskau und 1957–1962 Botschafter in Den Haag.

### Tätigkeit bei der Kinderhilfe
Der Bundesrat ernannte de Haller im Januar 1942 zum Delegierten für internationale Schweizer Hilfswerke, einer neu geschaffenen Stelle. Er musste die Hilfswerke beraten, falls ihre Tätigkeiten sie in Situationen bringen würde, die Auswirkungen auf die Aussenpolitik und die Sicherheit der Eidgenossenschaft haben könnten. Das war dann möglich, wenn sie im Ausland oder mit Ausländern im Inland zu tun hatten. In dieser Eigenschaft war er direkt dem Chef des Eidgenössischen Politischen Departements, Marcel Pilet-Golaz, unterstellt, führte die vorsichtige und restriktive Neutralitätspolitik – insbesondere als die Wehrmacht 1942 auf dem Höhepunkt ihrer Macht stand – des Bundesrates aus, und arbeitete mit seinem Schwager Pierre Bonna, dem Chef der Abteilung für Auswärtiges, zusammen. Als einer von zwei Delegierten des Bundesrates war er 1942–1948 im Exekutivkomitee (Arbeitsausschuss) der Kinderhilfe des Schweizerischen Roten Kreuzes (SRK, Kh) tätig.
Das SRK war, wie alle nationalen Rotkreuzgesellschaften, mit einer privilegierten Beziehung der Regierung unterstellt und vor allem in Kriegszeiten unter Achtung der Genfer Abkommen von der politischen Linie abhängig. Der Bundesrat war nach den negativen Erfahrungen im Völkerbund, der Konferenz von Évian, wo kein Staat bereit war, Flüchtlinge aufzunehmen, dem Anschluss Österreichs und der Überforderung des grossen Nachbarn Frankreichs bei der Internierung von über 450.000 Flüchtlingen des Spanischen Bürgerkriegs wieder auf die restriktive Neutralitätspolitik von 1914 zurückgekehrt. Es konnte dem Bundesrat nicht gleichgültig sein, wenn die Tätigkeiten des SRK und anderer Schweizer Hilfswerke über den nationalen Rahmen hinausgingen, weil diese politische Implikationen auf die gesamte Schweizer Hilfstätigkeit im Ausland, die Sicherheit der Gesamtbevölkerung und die Interessen des Landes haben konnten.
De Haller bekundete während des ganzen Krieges eine Abneigung gegen jedes öffentliche Aufsehen und wünschte eine "humanitäre Tätigkeit im Schatten". Er befürchtete, dass das "Spektakel" der schweizerischen Presse um die Rolle des Landes als "Wohltäter der Kinder ganz Europas" zu Restriktionen für die Arbeit der Hilfswerke im Ausland (Unterbrechung der Konvois usw.) führen könnte, weil das Ausland auf diesem Gebiet sehr empfindlich sei.

„Ich war schockiert von dem Tugendzeugnis, dass wir uns scheinbar selbst ausgestellt haben und durch den Radau, den die Genfer Zeitungen seinerzeit veranstalteten, wenn immer ein Zug im Bahnhof Cornavin eintraf oder wegfuhr.“

Die SRK-Kinderhilfe hatte während und nach dem Zweiten Weltkrieg über 180.000 kriegsgeschädigten Kindern aus einem Dutzend europäischen Ländern einen mehrmonatigen Erholungsaufenthalt in der Schweiz ermöglicht. Millionen von unterernährten Kindern in ganz Europa erhielten eine tägliche Mahlzeit und ihre Familien wurden mit tausenden von Tonnen Medikamenten, Kleidung und Paketsendungen versorgt. Allein das Centre Henri-Dunant, der heutige Hauptsitz des IKRK, beherbergte von 1942 bis 1945 über 30.000 Kinder. Die bisher grösste Hilfsaktion in der Schweizer Geschichte hatte bis 1949 einen Umfang von rund einer Milliarde Schweizer Franken (heutiger Wert: 2014) und wurde ab 1945 finanziell von der Schweizer Spende unterstützt.

## Ehrungen
- 1942 Ehrenmitglied des IKRK